# (100461) 1996 TP7
(100460) 1996 TN7 es un asteroide perteneciente al cinturón de asteroides, descubierto el 8 de octubre de 1996 por el equipo del Near Earth Asteroid Tracking desde el Observatorio de Haleakala, Hawái, Estados Unidos.

## Designación y nombre
Designado provisionalmente como 1996 TP7.

## Características orbitales
1996 TN7 está situado a una distancia media del Sol de 3,173 ua, pudiendo alejarse hasta 3,805 ua y acercarse hasta 2,541 ua. Su excentricidad es 0,199 y la inclinación orbital 17,30 grados. Emplea 2064 días en completar una órbita alrededor del Sol.

## Características físicas
La magnitud absoluta de 1996 TN7 es 14,3. Tiene 6,868 km de diámetro y su albedo se estima en 0,086.